# 激进神学
激进神学可以以“神死神学”为代表。鼓吹者主要有美国的奥太泽（T.J.Altizer）、韩谬顿（Wm.Hamilton）以及伐汉年（Gabriel Vahanian）、范布伦（Paul Van Buren）等。其思想渊源可上溯到尼采·潘霍华（D.Bonhoeffer,1906~1945）所提倡的“非宗教的基督教”和罗宾逊（J.A.T.Robinson,1918~）的“对神诚实”则是较近的影响。
来自  黄心川。《世界十大宗教》社会科学文献出版社　2007再版  259